# Pakwagen
De pakwagens waren rijtuigen voor het vervoer van bagage en andere goederen en werden in een serie van 53 rijtuigen geleverd aan de Belgische spoorwegen voor binnenlands verkeer.

## Inrichting
Over de gehele breedte van de pakwagen waren er twee verschillende afdelingen. In het midden van de pakwagen tussen beide afdelingen kon de hoofdwachter van de trein naar voren kijken via een verhoogd uitzichtpunt, bereikbaar via trappen.

## Verbouwingen en afvoer
Vier rijtuigen verloren in 1935 hun uitkijkpost. In 1937 en 1938 werden 8 rijtuigen omgebouwd tot radiopakwagens voor in pleziertreinen. Na afloop van de Tweede Wereldoorlog bleken 8 rijtuigen volledig vernield. 
In 1956 werden 12 pakwagens gereed gemaakt voor inzet in internationale treinen. 
In 1960/1961 en 1968 werden totaal 4 rijtuigen geschikt gemaakt voor het vervoer van pluimvee. 
De meeste rijtuigen werden in 1980 en 1984 afgevoerd. 

### Generatorpakwagens
Rijtuigen 44.046 tot en met 44.051 werden tussen 1971 en 1973 omgebouwd tot generatorpakwagens en vernummerd in 77.018 - 77.023 (UIC 50 88 92-66 906 - 910). Hiermee konden rijtuigen met elektrische verwarming worden verwarmd in treinen die getrokken werden door (diesel)locomotieven zonder elektrische verwarming, bijvoorbeeld stoomverwarming. Ombouw vond plaats in de werkplaats in Leuven en met de 44.046-44.051. Deze rijtuigen kregen drie afdelingen. Een afdeling voor personeel, een afdeling voor elektrische apparatuur en een afdeling voor motor en batterijen. De pakwagens werden voorzien van Maybach-dieselmotoren van 600 pk afkomstig uit de serie 653/670.
In eerste instantie werden de rijtuigen afgeleverd in een staalblauwe kleur. Later vond herschildering plaats in de kleuren van de locomotieven serie 21/27 plaats. In november 1978 werd pakwagen 77.023 voorzien van een oranje kleur om daarmee beter te passen bij de kleuren van de toen afgeleverde internationale rijtuigen. 
Inzet vond primair plaats op de verbinding Maastricht - Luik - Gouvy - Luxemburg.  De eerste inzet vond plaats vanaf eind oktober 1973. Vanaf 1983 werden op deze verbindingen diesellocomotieven ingezet die voorzien waren van een elektrische verwarming. Inzet van de generatorpakwagens was vervolgens op deze verbinding niet meer nodig waarna de wagens verplaatst werden naar Schaarbeek. Daar werden deze wagens vervolgens gebruikt om diverse speciale treinen in te zetten. 
Tussen 2003 en 2004 vond de laatste inzet plaats. Rijtuigen 77.018 en 77.023 werden ingezet om de verwarming te verzorgen van een begeleidingsrijtuig van politie bij transporten van radioactief materiaal tussen Vlissingen en Moeskroen.

### Museumrijtuigen
| Nummer | Bij  | Opmerking | Afbeelding |
| ------ | ---- | --------- | ---------- |
| 77.015 | ZLSM |           |            |